# المتحف البيئي بإشكل
المتحف البيئي بإشكل (بالفرنسية: Écomusée de l'Ichkeul)‏ هو متحف يقع في الحديقة الوطنية بإشكل في تونس.

## التاريخ
تم تأسيس هذا المتحف البيئي سنة 1989 في جبل إشكل، داخل حدود الحديقة الوطنية بإشكل. عدة مسالك استكشافية تنطلق من المبنى لزيارة مختلف مواقع الحديقة الوطنية.

## المجموعات
يقدم المتحف عدة مجموعات من الثروة الحيوانية والنباتية الموجودة في الحديقة الوطنية، وكذلك يحسس بالقضايا البيئية التي وجدت من أجلها هاته المحمية. ويضم المتحف معرضا وثائقيا يعرف بطريقة عمل المنظومة البيئية لاشكل.